# Селчук Инан
Селчук Инан (на турски: Selçuk İnan) (роден 10 февруари 1985 г., Искендерун, Турция) е бивш турски футболист, играещ като полузащитник.